# Джеменеле
Джеменеле (рум. Gemenele) — село у повіті Бреїла в Румунії. Входить до складу комуни Джеменеле.
Село розташоване на відстані 153 км на північний схід від Бухареста, 24 км на захід від Бреїли, 146 км на північний захід від Констанци, 34 км на південний захід від Галаца.

## Населення
За даними перепису населення 2002 року у селі проживали 1706 осіб.
Національний склад населення села:
| Національність | Кількість осіб | Відсоток |
| -------------- | -------------- | -------- |
| румуни         | 1699           | 99,6%    |
| цигани         | 7              | 0,4%     |

Рідною мовою назвали:
| Мова      | Кількість осіб | Відсоток |
| --------- | -------------- | -------- |
| румунська | 1699           | 99,6%    |
| циганська | 7              | 0,4%     |